# Nosy Lava
Nosy Lava is een klein eiland van Madagaskar gelegen in de Narinda-baai in de Straat Mozambique. Nosy Lava is ongeveer 15 kilometer van de kust verwijderd en behoort tot de regio Sofia.
Op het eiland werden tijdens de Franse kolonisatie gevangenen geplaatst en diende als strafkamp. Tegenwoordig bestaat het eiland uit drie kleine dorpjes en telt nog afstammelingen van de gevangenen.
Op het hoogste punt staat een vuurtoren uit 1910. Ook zijn er enkele graven te vinden van Sakalavakoningen.